# Turbo OutRun
Turbo OutRun (яп. ターボアウトラン Та:бо Ауторан) — игра серии OutRun, выпущенная в 1989 году для аркадного автомата и позже для компьютеров Atari ST, Commodore C64, Commodore Amiga, ZX Spectrum, Amstrad CPC, PC DOS, FM Towns и консоли Sega Mega Drive. Разработана Sega AM2 и выпущена Sega.

## Игровой процесс

Уровень 4: Индианаполис

Игрок управляет машиной Ferrari F40 и вместе с соперником на Porsche 959 должен проехать по территории США от Нью-Йорка до Лос-Анджелеса. В отличие от игры Out Run, в Turbo OutRun отсутствуют развилки и имеется ускоритель. Его можно использовать, пока он не перегрелся. Когда он охлаждается, на экране написано слово «Перегрев!» (англ. OVERHEAT!).
После прохождения 4 точки, игроку на выбор даётся 3 запчасти: новый двигатель, колёса и турбоускоритель.
Если противник достигает цели раньше игрока, то девушка сядет в машину соперника. Однако она может пересесть обратно к игроку, если он обгонит соперника на следующий подцели. Если игрок таранит машину соперника вместе с девушкой, даётся бонус в 1 000 000 очков. Кроме того, девушка может целовать игрока прямо на глазах соперника. Если игрок достигает Лос-Анджелеса, на экране появляются музыканты.

## Этапы
Всего имеется 16 городов, разделённые на 4 части:
- Нью-Йорк (начало игры)
- Вашингтон
- Питтсбург
- Индианаполис (конец 1 части)
- Чикаго
- Сент-Луис
- Мемфис
- Атланта (конец 2 части)
- Майами
- Новый Орлеан
- Сан-Антонио
- Даллас (конец 3 части)
- Оклахома-Сити
- Денвер
- Большой Каньон (проходит вдоль US 66)
- Лос-Анджелес (конец игры)

Некоторые уровни были показаны не точно в соответствии с ландшафтом и местностью. Так например Атланта расположена на гряде холмов, покрытых снегом, а Даллас выглядит как пустыня Гоби.

## Музыка
В отличие от игры Out Run, игрок не может выбрать музыку, а музыка играет в следующем порядке:
- Rush A Difficulty (c 1 по 4 город)
- Keep Your Heart (с 5 по 8)
- Shake The Street (с 9 по 12)
- Who Are You? (с 13 по 16)

### Саундтрек наCommodore 64
Саундтрек для игры на компьютер Commodore 64 написал Йерун Тель. Его музыка получила награду на европейских торговой выставке компьютеров в 1989 году.

## Оценки и мнения
Игра получила положительные отзывы. Журналы Computer and Video Games и Zzap!64 оценили версию на Commodore 64 93 % и 97 % соответственно. Версию для ZX Spectrum журналы Your Sinclair, Sinclair User и CRASH оценили игру в 70 %, 78 % и 79 % соответственно.